# David Richard Hunt
David Richard Hunt (1938) es un botánico y taxónomo inglés. Estudió en la Universidad de Cambridge, y su doctorado en la Universidad de Reading.
Es especialista en cactos, y ha compilado la "Checklist de Cactaceae de CITES, 1999. Trabaja en el Real Jardín Botánico de Kew, Richmond.

## Algunas publicaciones
- Hunt, DR. 2006. The New Cactus Lexicon Text & Atlas

### Capítulos de libros
- Ha contribuido con el capítulo Commelinaceae de Flora Mesoamericana de 1997. Davidse, G; M Sousa S; AO Chater (eds. generales). 6: i-xvi, 1-543
- Flora de Nicaragua

- david Hunt. Cactaceae. En: J. Hutchinson (ed.) The Genera of Flowering Plants. Oxford Univ. Press, 1967

- wilhelm Barthlott, david Hunt. Cactaceae. En: K. Kubitzki (ed.) The Families and Genera of Vascular Plants. Springer Verlag, 1993, pp. 161–196

- david Hunt. CITES Cactaceae Checklist. Royal Botanic Gardens Kew, Kew 1999 (315 pp.)

- wilhelm Barthlott, david Hunt. Seed-diversity in the Cactaceae subfam. Cactoideae. En: Succulent Plant Res. 5, 2000

- David Hunt. That’s Opuntia, that was! En: Succulent Plant Res. 6, 2002, pp. 245–249

- --------------, nigel Taylor, graham Charles (ed.) The New Cactus Lexicon. Descriptions and Illustrations of the Cactus Family. 2006 (2 vols. 900 pp. 2400 ilustraciones color)

## Honores
Se nombró en su honor a la especie:
- Utricularia huntii P.Taylor 1986

- La abreviatura «D.R.Hunt» se emplea para indicar a David Richard Hunt como autoridad en la descripción y clasificación científica de los vegetales.[1]